# Barrio San José, Coicoyán de las Flores
Barrio San José är en ort i Mexiko.   Den ligger i kommunen Coicoyán de las Flores och delstaten Oaxaca, i den sydöstra delen av landet, 260 km söder om huvudstaden Mexico City. Barrio San José ligger 2 076 meter över havet och antalet invånare är 108.
Terrängen runt Barrio San José är kuperad norrut, men söderut är den bergig. Runt Barrio San José är det ganska tätbefolkat, med 62 invånare per kvadratkilometer. Närmaste större samhälle är Santiago Petlacala, 2,7 km norr om Barrio San José. I omgivningarna runt Barrio San José växer huvudsakligen savannskog.